# Кирил Николов – Дизела
Кирил Николов (известен с прякора си Дизела) е български спортен ориентировач и планински бегач.
Известен е с многото си рекорди, сред които са изминаването на маршрута Ком - Емине за 4 дни 13 часа и 5 минути, второ място в скоростното изкачване на Айфеловата кула (8:12 м), изпреварването на Драгалевския лифт с 6 секунди, покоряване на петте най-високи върха в България за по-малко от 23 часа и други.
Участва заедно с Иван Сираков в екстремното българско състезание XCo Adventure Cup, като го печелят няколко пъти подред. Състезанието изисква набор от физически и психически умения от различни спортни дисциплини, за да се преодолеят изпитанията, сред които: плуване, скално катерене, спортно ориентиране, колоездене, стрелба с лък.

## Успехи в ориентирането
- 6-о място на световно първенство: Унгария 2009
- 6-о място на европейско първенство: България, 2010
- 6-о място на световно първенство: Швейцария, 2012
- 2-ро място на европейско първенство: Швеция, 2012
- победител в 3-те най-големи щафети в света (Юкола, 10МИЛА и 25Манна): 2009, 2010, 2011, 2012, 2013, 2014
- многократен балкански и държавен шампион по ориентиране: 2003, 2014
- държавен шампион по лекоатлетически крос и планинско бягане: 2010, 2011, 2012, 2014